# Инкижеков, Сергей Ефимович
Сергей Ефимович Инкижеков — советский государственный и политический деятель, председатель Хакасского областного исполнительного комитета.

## Биография
Родился в улусе Сайгачи в 1908 году. Член ВКП(б).
С 1937 года — на общественной и политической работе. В 1937—1956 гг. — председатель Исполнительного комитета Областного Совета Хакасской автономной области, заведующий Хакасским областным отделом местной промышленности, начальник Хакасского областного управления сельского хозяйства, председатель Исполнительного комитета Аскизского районного Совета.
Избирался депутатом Верховного Совета СССР 1-го и 2-го созывов.